# LibreOffice Base
LibreOffice Base（リブレオフィス・ベース）は、FOSSのデータベース管理システムである。オフィススイートのLibreOfficeに含まれるアプリケーションの1つで、The Document Foundationによって開発が行われている。
LibreOffice Baseは、標準のファイルフォーマットとしてODFを採用している。

## 特徴
- MySQL/MariaDB・PostgreSQL・Microsoft Accessに対応[4]
- ODBC・JDBCを標準で組み込み[4]

## マニュアル等
- LibreOffice日本語ドキュメンテーションWiki（日本語）(利用方法のリンク等)